# Psilatos
Psilatos (gr. Ψυλλάτος, tur. Sütlüce) – wieś na Cyprze, w dystrykcie Famagusta. Położona jest na terenie republiki Cypru Północnego.